# Lily Collins
Lily Jane Collins (Guildford, 18 maart 1989) is een Brits-Amerikaanse actrice. Ze is bekend door haar rollen in Emily in Paris (2020-heden),The Blind Side (2009), Abduction (2011) en Mirror Mirror (2012). Ze speelde ook Clary Fray in de film The Mortal Instruments: City of Bones (2013), gebaseerd op het boek van Cassandra Clare.

## Jeugd
Collins is de dochter van de Engelse muzikant Phil Collins en de actrice Jill Tavelman. Haar grootvader van moeders zijde was een immigrant, die in Beverly Hills een beroemde herenkledingwinkel had. Na de scheiding van haar ouders toen ze vijf was, verhuisde Collins met haar moeder naar Los Angeles. Ze studeerde af aan de Harvard-Westlake School en studeerde daarna aan de University of Southern California, waar haar hoofdvak journalistiek was. Collins wilde vanaf jongs af aan al acteren. Ze begon op haar vijftiende columns voor tijdschriften als Seventeen te schrijven. Toen ze een geslaagde auditie deed voor The Blind Side, kwam haar acteercarrière op gang.

## Privé
Collins trouwde op 4 september 2021 met regisseur Charlie McDowell.

## Prijzen en nominaties
| Jaar | Werk                                  | Prijs                                 | Categorie                                                                   | Resultaat                          |
| ---- | ------------------------------------- | ------------------------------------- | --------------------------------------------------------------------------- | ---------------------------------- |
| 2008 | Zichzelf                              | Young Hollywood Award                 | One to Watch                                                                | Gewonnen                           |
| 2012 | Mirror Mirror                         | Teen Choice Award                     | Movie Actress: Sci-Fi/Fantasy                                               | Genomineerd                        |
| 2013 | Mirror Mirror                         | OFTA Film Award                       | Best Music, Adapted Song                                                    | Genomineerd                        |
| 2013 | The Mortal Instruments: City of Bones | MTV Movie Award                       | Summer's Biggest Teen Bad A**                                               | Genomineerd                        |
| 2014 | The Mortal Instruments: City of Bones | Teen Choice Award                     | Movie Actress: Action                                                       | Genomineerd                        |
| 2016 | Rules Don't Apply                     | Hollywood Film Award                  | New Hollywood Award                                                         | Gewonnen                           |
| 2016 | Rules Don't Apply                     | Hollywood Music In Media Award        | Best Original Song - Feature Film                                           | Genomineerd                        |
| 2017 | Rules Don't Apply                     | Costume Designers Guild Award         | Spotlight Award                                                             | Gewonnen                           |
| 2017 | Rules Don't Apply                     | EDA Special Mention Award             | Most Egregious Age Difference Between the Leading Man and the Love Interest | Gewonnen (samen met Warren Beatty) |
| 2017 | Rules Don't Apply                     | Golden Globe                          | Best Performance by an Actress in a Motion Picture - Musical or Comedy      | Genomineerd                        |
| 2018 | Onbekend                              | Ischia Global Film and Music Festival | Onbekend                                                                    | Gewonnen                           |